# Гесбрюг
Гесбрюг (нід. Geesbrug) — село в нідерландській провінції Дренте. Входить до муніципалітету Куворден.
Його площа становить 19,01 км², а населення станом на 2021 рік складало 1 355 осіб.
Перша згадка про населений пункт датується 1913 роком, а його назва перекладається як «міст поблизу Геса».